# Ademon ovalis
Ademon ovalis är en stekelart som beskrevs av Fischer 1965. Ademon ovalis ingår i släktet Ademon och familjen bracksteklar. Inga underarter finns listade i Catalogue of Life.